# П'єр Розанвалон
П'єр Розанвалон (фр. Pierre Rosanvallon, народ. 1 січня 1948 року в Блуа, Франція) —  французький історик, інтелектуал, професор Коллеж де Франс. Один із найвпливовіших політичних теоретиків  сучасної Франції, досліджує питання форм політичної участі громадян, сучасних структурних проблем, криз демократичного управління, історії демократії, французької політичної моделі, ролі держави у питанні соціальної справедливості в сучасних суспільствах.

## Біографія
П’єр Розанвалон закінчив початкову і середню школу в рідному місті, потім жив в Турі, до переїзду в Париж на навчання у Вищій школі комерції в 1969 р.
1979 році отримав ступінь доктора наук з управління (менеджменту) в університеті Париж-Дофін. Між тим, він переорієнтовує сферу своїх інтересів до політичної історії і філософії і досягає звання доктора гуманітарних наук при Вищій школі соціальних наук в 1984 р.
Він став одним з головних теоретиків самоврядування співпрацюючи з CFDT (Французька демократична конфедерація праці).
В книзі «Вік самоврядування» П. Розанваллон відстоює традицію філософського знання, явлену разом у К. Марксі і А. де Токвілі, і проголошує «реабілітацію політики» шляхом самоврядування. До того ж, керує журналом «Французька демократична конфедерація труда сьогодні». Паралельно, знайомиться з активними діячами в рядах Об’єднаної соціалістичної партії, заснованої Мішелем Рокаром.
П. Розанвалон викладав в Університеті Париж-Дофін у 1977-1983 рр. 
З 2001 займається новітньою та сучасною політичною історією в Коллеж де Франс, залишаючись професором у Вищій школі соціальних наук.

## Наукова діяльність та кар’єра
Окрім успішної участі в Французькій демократичній конфедерації праці, він був членом Об’єднаної соціалістичної партії, пізніше – Соціалістична партія.  
В 1982 році він створив разом з Франсуа Фюре Фонд Сен-Сімона, який саморозпустився  31 грудня 1999. Також саме він очолив Центр політичних досліджень імені Раймона Арона. В 1995 він бере на себе зобов’язання  протистояти реформі соціального захисту, запропонованої  урядом Алена Жюппе, підписавши петицію опубліковану в «Le monde».
З 2002 року він був членом Наукової ради Національної бібліотеки Франції, з 2004 Наукової ради Вищої нормальної школи Франції. За підтримки фінансування великих корпорацій (Альтаді, Лафарж, АЖФ, ЕДФ, Еір Франс…) П.  Розанваллон створив в 2002 «Республіку ідей», «інтелектуальну майстерню», яку він і очолив.  Його мета - «побудувати нову соціальну критику», висвітлена в тому, що він назвав «архерадикалізм», або «ідеологія ностальгічного радикалізму». Ця група редагує журнал «Життя ідей», також колекції книжок у виданні Seuil. В травні 2009, в рамках Республіки ідей, П. Розанвалон організував новий форум в Домі культури в Греноблі,  «Знову запросити Демократію».
З жовтня 2007, він керує Інтернет-сайтом «Життя ідей»,  що публікує хроніки і есе що сприяють дискусії ідей в різних галузях. 
Його робота з політичної історії і філософії була зосереджена на трьох царинах:
1. Інтелектуальна історія демократії
2. Історія французької політичної моделі взаємовідносин між державами і суспільством в утопічному капіталізмі
3. Питання соціальної справедливості у сучасному світі, криза держави «всезагального добробуту».

Талановитий письменник, П’єр Розанвалон опублікував велику кількість книг, після перекладу на іноземні мови деякі з них стали буквально класичними. 
Головна робота, яка зробила його загальновідомим «Утопічний капіталізм», була перекладена українською видавництвом Києво-Могилянської академії в 2006 році. Він стверджує, що лібералізм не є ідеологією, яка легітимізує капіталізм зразка XIX століття. На його думку, лібералізм – це завершене філософське обґрунтування суспільної організації, так само утопічне. Як і його духовний наступник, соціалізм Маркса. П. Розвалон розкриває  утопічність ліберальної історії ринку. Уявленню про ринок як про автоматичний механізм регулювання всіх суспільних процесів він проставляє власне нове бачення автономії різних сфер людського життя.

## Критика
Серед найяскравіших критиків П. Розанвалона - Антоніо Пема (фр. фр. Paim, Antonio): "Можна сказати, що він ніби-то ігнорує сам процес структурування бюрократії, безособові особливості правової держави." 

## Особисте життя
Одружений, має двох дітей.